# Путсаари
Путса́ари (фин. Puutsaari или Пу́тсари, устар. Пу́тсало, фин. Puutsalo, в документах Валаамского монастыря — остров Святого Сергия) — остров в северной части Ладожского озера, входит в Ладожские шхеры. От материка отделён проливом Путсаренсалми шириной менее километра. В 20 километрах к юго-востоку от Путсаари расположен остров Валаам.
Один из крупнейших островов Ладоги. Протяжённость острова в широтном направлении — 5 км, в меридиональном — 3,5 км. От материка его отделяет пролив Путсаренсалми шириной около 1 км, заполненный мелкими островами. На юго-востоке в остров глубоко врезается бухта Лауринлахти, также называемая Южной. При входе в бухту расположен мыс Пуликканиеми.

## История

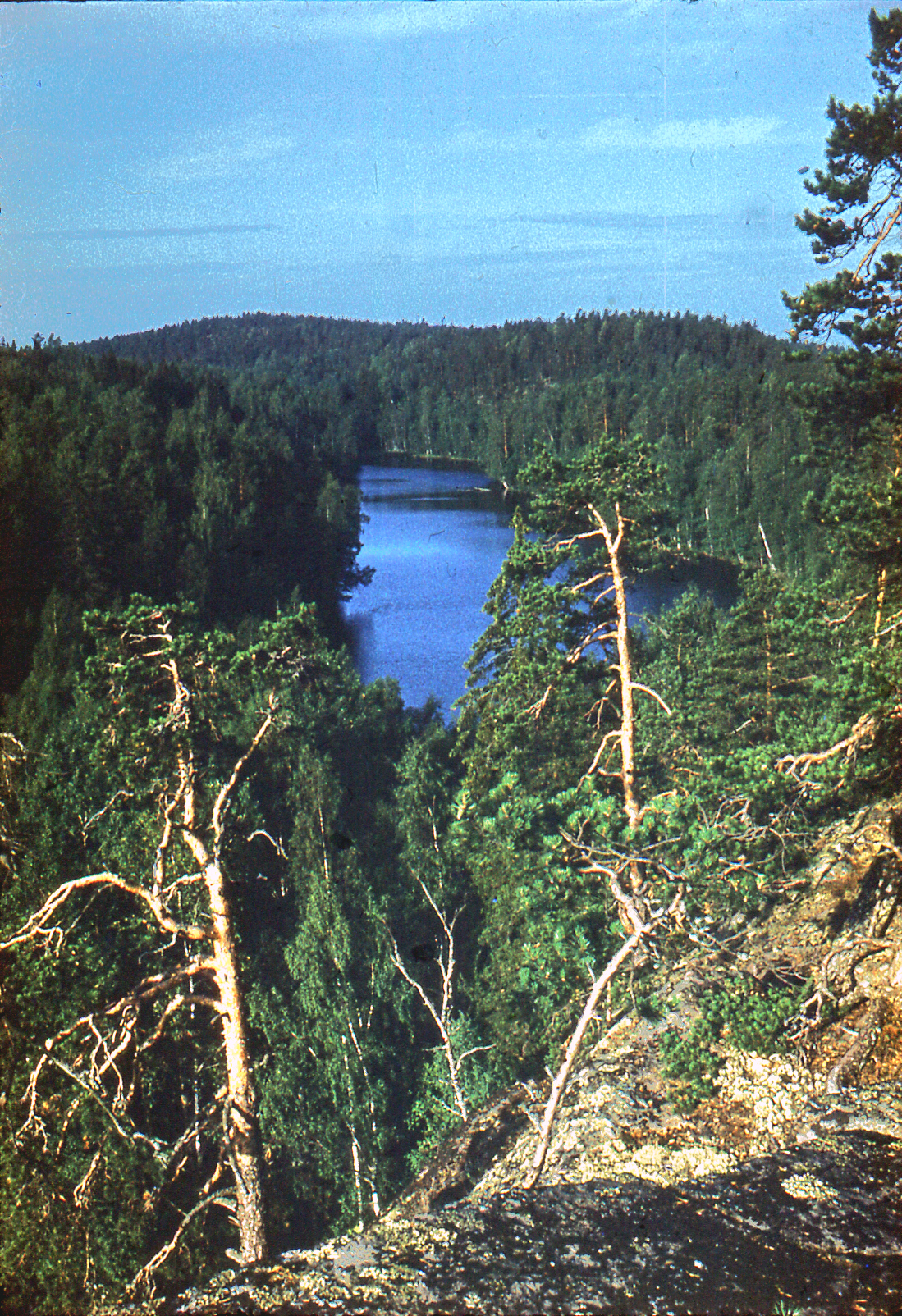
Вид на внутренний водоём, на берегах которого была каменоломня

После присоединения Финляндии к России остров входил в Выборгскую губернию Великого княжества Финляндского. Административно относился к общине Яккима Сердобольского уезда.
В 1866 году Валаамский монастырь, по инициативе игумена Дамаскина (Кононова), взял в аренду несколько ладожских островов, в том числе Путсаари, и заложил на них каменоломни по добыче облицовочного камня. В первый же год для обсустройства на острове скита туда был направлен схимонах Илия (Чеботарёв) во главе нескольких человек из братии монастыря, а также рабочих. На горе при входе в бухту была построена деревянная часовня преподобного Сергия, монахи стали называть эту гору Елеонской
В 1874 году монастырь устроил на острове Путсаари каменоломни, где добывался гранит различных видов для нужд большого монастырского строительства на острове Валаам. Добыча камня производилась в нескольких местах. Так называемый «монастырский карьер», расположенный на берегу внутреннего озера Лоуринлампи, служил для выламывания блоков розовых и серых порфировидных гранитов. Блоки гранитов такого же типа выламывались в каменоломнях юго-восточного берега острова. Также гранит добывали у Поклонного креста, на западном и на северном берегах острова. Расцветка камня колебалась в широких пределах, заготавливались серые, светло-серые, пепельно-серые, серовато-розовые, розовые и розовато-порфировые граниты. Наибольшую известность имели серые разновидности, получившие название «монастырские».
Основное применение гранит с Путсаари находил на строительстве зданий Валаамского монастыря: его можно увидеть в цоколе и полах главного Спасо-Преображенского собора, в элементах монастырского «каре», в других постройках острова.
«Монастырские» и другие сорта гранита поставлялись и для построек Санкт-Петербурга, там он применялся для облицовки цоколя собора Воскресения Христова; на постамент памятника Екатерине II (1862—1873) на Невском проспекте пошли порфировидные розовые граниты с Путсаари. Устои Благовещенского (ныне Лейтенанта Шмидта) моста, цоколь гостиницы «Москва» (что напротив Московского вокзала), пьедестал памятника Римскому-Корсакову и атланты в портике Нового Эрмитажа изваяны именно из этого камня, названного сердобольским гранитом.
На самом острове из местных материалов был выполнен поклонный крест (1879), элементы церкви преподобных Сергия и Германа, валаамских чудотворцев, гранитом облицовывались каналы, соединяющие внутренние озёра с Ладогой.

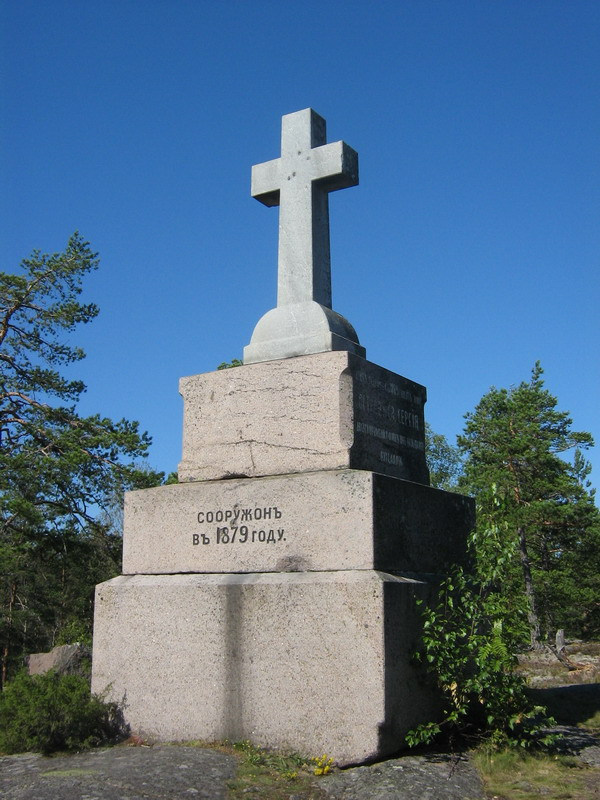
Поклонный крест в память о даровании острова императором Александром II Валаамскому монастырю

Однако по законам Великого княжества Финляндского монастыри не имели права покупать землю на его территории. Многочисленные тяжбы длились до 1878 года, когда император Александр II разрешил спор, выкупив остров на своё имя, и передал его во владение монастырю. Тогда же на одной из высочайших точек острова был поставлен огромный поклонный крест из добытого на острове гранита с памятной надписью, посвящённой дару императора. По поклонному кресту гора стала назваться монахами «Крестовая», а сам остров — «островом Святого Сергия» — в честь Сергия Валаамского, одного из двух легендарных основателей Валаамской обители.
В 1899 году на острове была построена церковь преподобных Сергия и Германа, валаамских чудотворцев.
После падения монархии в Российской империи, когда Великое княжество Финляндское стало независимой страной Финляндией, остров остался в составе Финляндии.
После 1917 года начался период упадка Валаамского монастыря. В 1919 году службы в скиту на Путсаари ещё велись, в 1933 году здесь оставались ещё два монаха.
В декабре 1939 года, после начала войны между СССР и Финляндией, из-за попадания Валаама в зону боевых действий началась эвакуация монастыря вглубь Финляндии. Скит был закрыт. В 1940 году остров, как и бо́льшая часть Выборгской губернии, согласно Московскому договору был передан СССР. В 1941 году игумен Харитон отметил состояние скитских зданий: «Каменная церковь стоит, внутри заметны небольшие повреждения иконостаса, колокола увезены. Все деревянные постройки, кроме бани, стоят, баня сожжена».
После завершения 19 сентября 1944 года Советско-финской войны 1941—1944 годов остров повторно был передан СССР.
В 1990-х годах скит на острове вновь был передан вновь возрождённому в России Валаамскому монастырю.